# 31. festival LGBT filma
31. festival LGBT filma je potekal med 28. novembrom in 6. decembrom 2015 v Ljubljani, Celju, Kopru, Mariboru, Bistrici ob Sotli in na Ptuju. Organizator je bilo Društvo ŠKUC. Osrednja tema je bila problematika starejših homoseksualcev. Na njem so predvajali 23 celovečernih in 24 kratkih filmov iz 31 držav. Gostje festivala so bili: Drago Graf, Maja Weiss, Ljerka Belak, Lionel Baier in Maximilian Moll. Festival je zaznamoval zaplet pri financiranju, saj je zaradi »proceduralnih zapletov« ostal brez podpore Slovenskega filmskega centra.
Rožnatega zmaja (nagrado za najboljši film) sta prejela Margarita s slamico (po izboru žirije) in Kako (vsakič) zmagati v dami (po izboru občinstva).

## Filmi
| #   | Film                                      | Slovenski prevod             | Režiser                             | Država                                         | Leto | Dolžina |
| --- | ----------------------------------------- | ---------------------------- | ----------------------------------- | ---------------------------------------------- | ---- | ------- |
| 1.  | Desde allá (From Afar)                    | Od daleč                     | Lorenzo Vigas                       | Venezuela/Mehika                               | 2015 | 93'     |
| 2.  | Dolares de arena (Sand Dollars)           | Peščeni dolarji              | Israel Cárdenas/Laura Amelia Guzmán | Dominikanska republika/Argentina/Mehika        | 2014 | 85'     |
| 3.  | Jutri (Tomorrow)                          | —                            | Drago Graf                          | Slovenija                                      | 2013 | 115'    |
| 4.  | Sangailes vasara (The Summer of Sangaile) | Poletje s Sangaile           | Alanté Kavaïté                      | Litva/Francija/Nizozemska                      | 2015 | 88'     |
| 5.  | El Hombre Nuevo (The New Man)             | Novi človek                  | Aldo Garay                          | Urugvaj/Čile                                   | 2015 | 79'     |
| 6.  | Over the Rainbow                          | Čez mavrico                  | Tara Fallaux                        | Nizozemska                                     | 2014 | 50'     |
| 7.  | Naz&Maalik                                | Naz in Malik                 | Jay Dockendorf                      | ZDA                                            | 2015 | 86'     |
| 8.  | Welcome to This House                     | Dobrodošli v tej hiši        | Barbara Hammer                      | ZDA                                            | 2015 | 79'     |
| 9.  | Slovenski Hamlet                          | —                            | Stanko Jost                         | Jugoslavija (Slovenija)                        | 1980 | 69'     |
| 10. | The Second Life of Thieves                | Drugo življenje tatov        | Ming Jin Woo                        | Malezija/Švica/Nizozemska                      | 2014 | 88'     |
| 11. | S&M Sally                                 | —                            | Michelle Ehlen                      | ZDA                                            | 2015 | 80'     |
| 12. | Stories of Our Lives                      | Zgodbe o naših življenjih    | Jim Chuchu                          | Kenija/Južna Afrika                            | 2014 | 61'     |
| 13. | Vergine giurata (Sworn Virgin)            | Zaprisežena devica           | Laura Bispuri                       | Italija/Švica/Nemčija/Albanija/Kosovo/Francija | 2015 | 84'     |
| 14. | La vanité                                 | Nečimrnost                   | Lionel Baier                        | Švica/Francija                                 | 2015 | 75'     |
| 15. | Vivant! (Alive!)                          | Živi!                        | Vincent Boujon                      | Francija                                       | 2014 | 80'     |
| 16. | Margarita, With a Straw                   | Margarita s slamico          | Shonali Bose/Nilesh Maniyar         | Indija                                         | 2014 | 100'    |
| 17. | Aya Arcos                                 | —                            | Maximilian Moll                     | Nemčija/Brazilija                              | 2014 | 84'     |
| 18. | How to Win at Checkers (Every Time)       | Kako (vsakič) zmagati v dami | Josh Kim                            | Tajska/Hongkong/ZDA/Indonezija                 | 2015 | 80'     |
| 19. | Duke of Burgundy                          | Burgundski vojvoda           | Peter Strickland                    | VB                                             | 2014 | 104'    |
| 20. | Las ventanas abiertas (Open windows)      | —                            | Michèle Massé                       | Španija/Francija                               | 2014 | 62'     |
| 21. | We Are Here                               | Me smo tukaj                 |                                     | Kitajska                                       | 2015 | 60'     |
| 22. | Do I Sound Gay                            | A zvenim gejevsko?           | David Thorpe                        | ZDA                                            | 2014 | 76'     |
| 23. | Primavera                                 | Pomlad                       |                                     | Španija                                        |      | 20'     |
| 24. | Camionero (Truck Driver)                  | Kamionar                     | Sebastian Miló                      | Kuba                                           | 2012 | 29'     |
| 25. | Die Schwulenheiler (Gay Healers)          | Zdravilci gejev              | Oda Lambrecht/Christian Deker       | Nemčija                                        | 2014 | 30'     |
| 26. | Been Too Long At The Fair                 | Predolgo v kinu Fair         | Charles Lum/Todd Verow              | ZDA                                            | 2015 | 7'      |
| 27. | Dečki                                     | —                            | Stanko Jost                         | Jugoslavija (Slovenija)                        | 1976 | 65'     |

1. ↑  Predfilm (v Ljubljani): Hommage Vojinu Kovaču - Chubbyju (kratki filmi).